# 대니얼 허틀스톤
대니얼 허틀스톤(Daniel Huttlestone, 1999년 9월 17일 ~ )은 잉글랜드의 배우이다. 《레 미제라블》의 가브로슈 역, 《숲속으로》의 잭 역으로 잘 알려져 있다.

## 출연 작품
- 잃어버린 도시 Z (2016)
- 런던 타운 (2016)
- 숲속으로 (2014)
- 레미제라블 (2012) - 가브로쉬 역